# Яців Мирон Ількович
Мирон Ількович Яців (нар. 12 липня 1929, Голешів — пом. 19 березня 1996) — український графік та педагог. Батько мистецтвознавця Романа Яціва.

## Біографія
Народився 12 липня 1929 року в селі Голешіві (нині Стрийський район Львівської області, Україна) у сім'ї місцевого священника. Навчався у школі в місті Ходорові. 1960 року закінчив Львівський інститут прикладного та декоративного мистецтва, де його викладачами з фаху були Михайло Курилич, Роман Сельський.
З 1961 року працював у інститутському музеї Львівського інституту прикладного та декоративного мистецтва; протягом 1962—1996 років — викладачем «Основ композиції» на кафедрі проектування інтер'єрів Львівського інституту прикладного та декоративного мистецтва/Львівської національної академії мистецтв. Помер 19 березня 1996 року.

## Творчість
Працював у галузях станкової і книжкової графіки. Серед робіт:
- Пастушок (1979, літографія);
- Володимир Кубійович (1990, папір, туш);
- Іван Труш (1990, папір, туш);
- Дзвони на Великдень (1990-ті, папір, гуаш);

лінорити
- Індустрія (1973);
- Данило Галицький (1979);
- Чигирин 17 століття (1982);
- Композитор Артемій Ведель (1983);
- Львівські силуети Ренесанс (1983);
- Львів, площа Ринок (1984);
- Львів, три вежі (1984);
- Відьма (1986);
- Сонячний ранок (1986);
- Веснянки (1987);
- Берестечко (1988);
- Князь Володимир (1987);
- Ой на горі женці жнуть (1988);
- Володарі гір (1989);

Оформив понад 50 книг, створив проєкти військової атрибутики та одностроїв для сучасного війська, брав участь у розробці прєектів грошових знаків України, працював у жанрі екслібрису.
Брав участь у виставках з 1962 року.